# الکساندر بلک
الکساندر بلک (انگلیسی: Alexander Black; ۷ فوریهٔ ۱۸۵۹ – ۱ ژانویهٔ ۱۹۴۰) نویسنده، عکاس، روزنامه‌نگار آمریکایی و مخترع پیش از سینما «پیکچر پلی» بود که در سال ۱۸۹۴ به پرده سینما آمد.

## زندگی‌نامه
الکساندر بلک در سال ۱۸۵۹ در شهر نیویورک متولد شد، فرزند ارشد پیتر بلک و سارا مک کری که هر دو در اسکاتلند به دنیا آمدند. پس از تحصیل در مدرسه گرامر و آموزش چاپ، خبرنگار بروکلین ایگل شد. در سال ۱۸۷۸ در سن ۱۹ سالگی به مدت سه ماه در اروپا مسافرت کرد و یک کتاب طراحی تولید کرد.

## حرفه
کار بلک به‌عنوان روزنامه‌نگار در بروکلین و تندنویس دادگاه‌های بروکلین آغاز شد، او روزنامه‌نگاری را در بروکلین دیلی ایگل از سال ۱۸۷۰ ادامه داد، سپس او ویراستار روزنامه‌های بروکلین تایمز (۱۸۸۵-۱۹۰۵)، بعد از آن نیویورک ورلد (۱۹۰۵-۱۹۱۰)، شرکت فرانک سیمن (۱۹۱۰-۱۹۱۳)، سرویس ویژه روزنامه (۱۹۱۳-۱۹۲۶)، و به عنوان ویراستار هنری برای سندیکای کینگ فیچرز (۱۹۲۶-۱۹۳۵)، در کنار نویسندگی و عکاسی آزاد انجام می‌داد. در این مدت او همچنین اولین رئیس بخش عکاسی مؤسسه هنر و علوم بروکلین در سال ۱۸۸۶ شد. اولین کتاب او در سال ۱۸۸۶ با عنوان عکاسی در داخل و خارج، کتابچه راهنمای عکاسان آماتور منتشر شد.
در سال ۱۸۸۹، بلک یک نمایش فانوس جادویی از عکاسی صادقانه به نام «زندگی از طریق دوربین کارآگاه» (با عنوان متناوبا «ما همانطور که دیگران ما را می بینند») در سال ۱۸۸۹ ارائه کرد. با الهام از واکنش مخاطبان به این سخنرانی‌ها، و همچنین کارهای نوظهور توسط ادوارد مایبریج با ثبت اثر حرکت در عکاسی، بلک شروع به توسعه طرحی برای جان بخشیدن به داستان از طریق حل کردن اسلایدها کرد.
در تابستان ۱۸۹۴، او اولین «پیکچر پلی» خود را با عنوان خانم جری در استودیو کربن در خیابان ۱۶ غربی، شماره ۵ نوشت و از آن عکس گرفت. کار تمام‌شده در ۹ اکتبر ۱۸۹۴ در استودیوی کربن در برابر تماشاگران به نمایش درآمد و شامل یک «فیلم آهسته» متشکل از بیش از یکصد عکس اسلاید شیشه‌ای از حرکت ژست، همراه با یک فیلمنامه بلند بود.
در سال‌های پس از نمایشنامه، بلک به یک رمان‌نویس محبوب تبدیل شد و در دهه ۱۹۳۰ چندین کتاب از جمله اقتباس‌هایی از سه نمایشنامه‌اش منتشر کرد. او همچنین به تجربه عکاسی و فیلم ادامه داد و چندین فیلم خانگی ۱۶ میلی متری با جلوه‌های ویژه ساخت.
از آغاز سال ۱۹۱۰، مورخان اولیه فیلم شروع به اعتبار بخشیدن به بلک با نقش او در توسعه فیلم سینمایی کردند. اهمیت کار او در اثر تکنیکی حرکت نبود، بلکه در ارائه یک روایت کامل بر روی صفحه نمایش بود، نه نمایشی که بعدها به عنوان فیلمنامه شناخته می‌شد.